# Corydoras eques
Corydoras eques är en fiskart som beskrevs av Steindachner, 1876. Corydoras eques ingår i släktet Corydoras och familjen Callichthyidae. Inga underarter finns listade i Catalogue of Life.